# Andrew Handyside and Company
Andrew Handyside and Company est une entreprise anglaise de fonderie du XIXe siècle, implantée à Derby.

## Histoire
Né en 1805 à Édimbourg, en Écosse, Andrew Handyside travailla d'abord dans l'entreprise d'ingéniérie de son oncle Charles Baird, à Saint-Pétersbourg, avant de reprendre en 1848 la fonderie Brittania. Créée vers 1820 par Weatherhead et Glover pour la production industrielle de ferronnerie, celle-ci avait acquis une excellente réputation due en partie à la compétence de ses ouvriers, en partie à la qualité du sable local utilisé pour le moulage. Dans les années 1840 elle s'était diversifiée dans le matériel ferroviaire. Parmi ses premiers clients se comptaient les usines de Midland Railway à Derby, pour lesquels elle fournissait des blocs-cylindres et autres pièces moulées.
Même si la ferronnerie ornementale moulée commençait à passer de mode, jusqu'à l'avènement de l'acier les besoins de l'ingéniérie et des constructions à armature de fer entretinrent une demande croissante. Handyside se concentra sur l'amélioration des qualités physiques du matériau qui, lors des essais menés à Woolwich en 1854, prouva une résistance à la traction de 20 à 23 tonnes par pouce carré, pour une norme d'environ 17. Il maintint également les productions artistiques en place avant lui, en les améliorant.
Sa production s'étendait des ornements de jardin aux ponts de chemin de fer. Il produisit des lampadaires pour le nouvel éclairage urbain au gaz (il en subsiste un exemplaire sur le Wardwick de Derby) et fut l'un des premiers à fabriquer les nouvelles boîtes aux lettres réglementaires de l'administration postale. L'entreprise fournit même un dôme au sidérurgiste Henry Bessemer pour le toit de sa véranda.
Au regard de la faible surface des usines, coincées au bord de la Derwent, ces résultats sont remarquables. Entre 1840 et 1846, par exemple, elles fournirent quatre cents ponts pour la compagnie London, Brighton and South Coast Railway.
En son temps l'entreprise produisit aussi laminoirs, marteaux, forges et presses, d'abord pour elle-même, puis pour les autres, y compris les nouvelles aciéries.

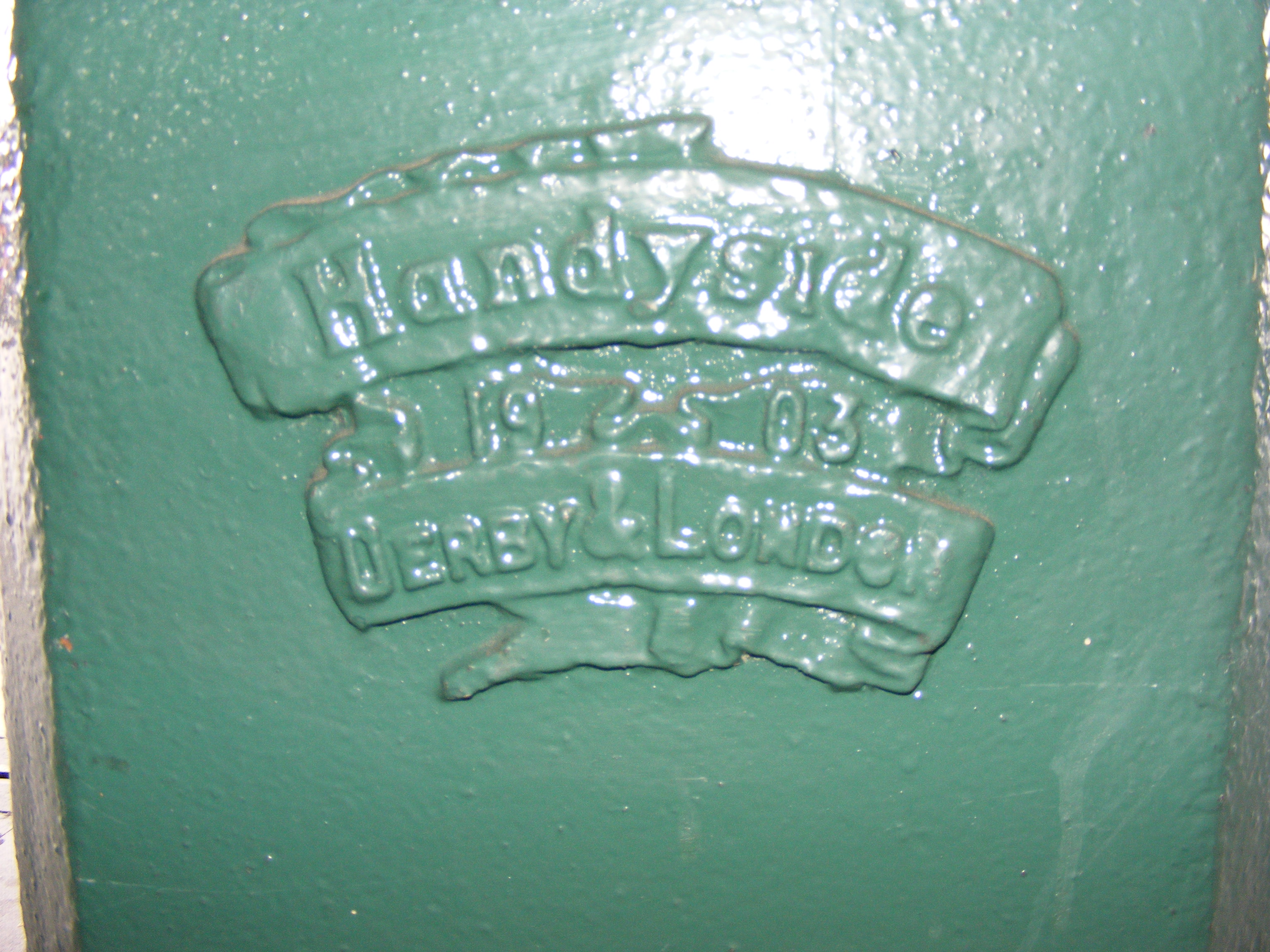
Détail d'un pilier à la gare de Nottingham.

Elle commença à fabriquer des armatures cintrées, notamment pour les halles des gares, dont en 1854 celles d'Adolphus Street à Bradford, de Saint Enoch à Glasgow et de Middlesbrough. Dans les années 1870, ses halles de marché préfabriquées, montées à partir de composants normalisés, s'exportaient dans le monde entier. Elle construisit à la même période plusieurs ponts : en 1870 le pont à péage de Wilford, en 1871 le pont de la Trent, tous deux à Nottingham et, en 1872, l'Albert Bridge à Londres. D'autres ponts ou structures furent édifiés par elle en Russie, au Japon, en Afrique, en Amérique du Sud, au Canada et en Inde. Ses éléments de structure, comme les colonnes porteuses, furent également employés par les architectes dans de nombreux pays - on en a un exemple au Mexique sur la place principale de Tampico.
En 1874, Andrew Handyside and Company réalisa une autre première en déduisant la dépréciation des bâtiments, des usines et des machines de son profit imposable. Malheureusement son inspecteur des impôts ne fut pas d'accord. L'entreprise gagna son recours initial mais perdit devant la Cour de la Chambre de l'Échiquier.
En 1877, la ligne de la Great Northern Railway arriva à Derby par un long viaduc venu de l'est et traversant la vallée de la Derwent avant de couper au travers de la partie nord de la ville, y compris par Friar Gate, un quartier très couru. Pour apaiser les habitants, un élégant pont fut jeté au-dessus de la route. Bien qu'initialement vilipendé, il est aujourd'hui très apprécié des citoyens de la ville qui ont résisté avec succès à plusieurs tentatives de modernisateurs qui voulaient le remplacer par un contournement. Handyside a également fourni un pont qui enjambe la Derwent, testé en y faisant passer six locomotives.
En 1877 également, le Cheshire Lines Committee ouvrit sa nouvelle ligne et Handyside fournit les armatures des gares centrales de Manchester et de Liverpool. Une autre structure Handyside qui existe encore est le viaduc d'Outwood édifié en 1881 pour la ligne de Bury à Rawtenstall, en remplacement d'une précédente superstructure de bois. En dépit de la fermeture de la ligne en 1966, il a été restauré depuis en tant qu'élément d'un parcours de randonnée.
La plus grande structure construite par Handyside, qui est aussi réputée être la plus grande salle sous travée d'acier et de verre du royaume, est celle du National Agricultural Hall de 1886 à Londres, aujourd'hui connue sous le nom d'Olympia.
En 1893, Handyside fournit les structures du canal maritime de Manchester, dont le pont-canal tournant de Barton qui furent assemblés et testés dans la cour avant leur livraison sur site.
Andrew Handyside mourut en 1887 et la société déclina progressivement, jusqu'à sa fermeture au début du XXe siècle. La fonderie fut démolie pour être remplacée par un lotissement, ne laissant qu'un nom de rue : Handyside Street. Certaines des productions de la fonderie sont aujourd'hui exposées au musée des industries de Derby.